# سن-دومینیک-دو-روزر، کبک
سن-دومینیک-دو-روزر (به فرانسوی: Saint-Dominique-du-Rosaire) شهری در منطقه شهری ابیتیبی ناحیه ابیتیبی-تمیسکامانگ در استان کبک کانادا است. در سرشماری سال ۲۰۱۱ این شهر ۴۶۵ نفر جمعیت داشته‌است و مساحت آن ۵۱۲٫۲۴ کیلومتر مربع است.